# Tormented
Tormented es el primer álbum de la banda de rock estadounidense Staind en 1996. El lanzamiento original del disco estuvo limitado a 4000 copias, solo disponible  en Inglaterra en cuantía limitada. Ante la demanda de los fanáticos el álbum fue relanzado sin modificaciones, y ahora se vende en los concierto de la banda. Muchas de las canciones tratan con el dolor, la depresión y el odio.

## Lista de canciones
1. "Tolerate" – 4:38
2. "Come Again" – 3:50
3. "Break" – 3:58
4. "Painful" – 3:29
5. "Nameless" – 3:20
6. "Mudshuvel"[1] – 4:34
7. "See Thru" – 4:27
8. "Question?" – 3:30
9. "No One's Kind" – 4:46
10. "Self Destruct" – 3:38
11. "4 Walls" – 33:10

El tema "Mudshuvel" fue relanzado en el álbum Dysfunction como "Mudshovel".